# Cacicus flavicrissus
Cacicus flavicrissus, "svartstjärtad kasik", är en fågelart i familjen trupialer inom ordningen tättingar.

## Utbredning och systematik
Fågeln delas in i två underarter med följande utbredning:
- C. f. vitellinus – centrala Panama söderut till norra och centrala Colombia (Santa Marta, Tolima).
- C. f. flavicrissus – västra Ecuador (norrut till västra Esmeraldas) samt nordvästligaste Peru (Tumbes).

Den betraktas oftast som underart till gulgumpad kasik (Cacicus cela), men urskiljs sedan 2016 som egen art av Birdlife International, IUCN och Handbook of Birds of the World.

## Status
Den kategoriseras av IUCN som livskraftig.